# سنگ باباغوری

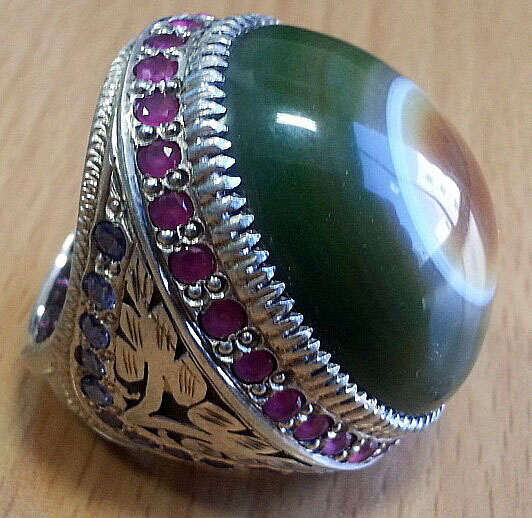
انگشتر با نگین باباغوری سبز

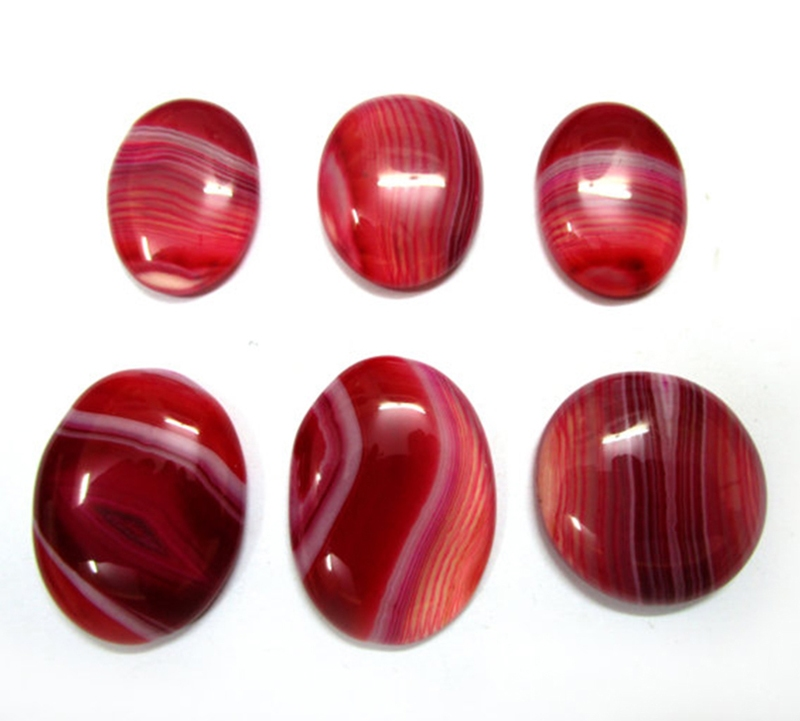
سنگ باباغوری

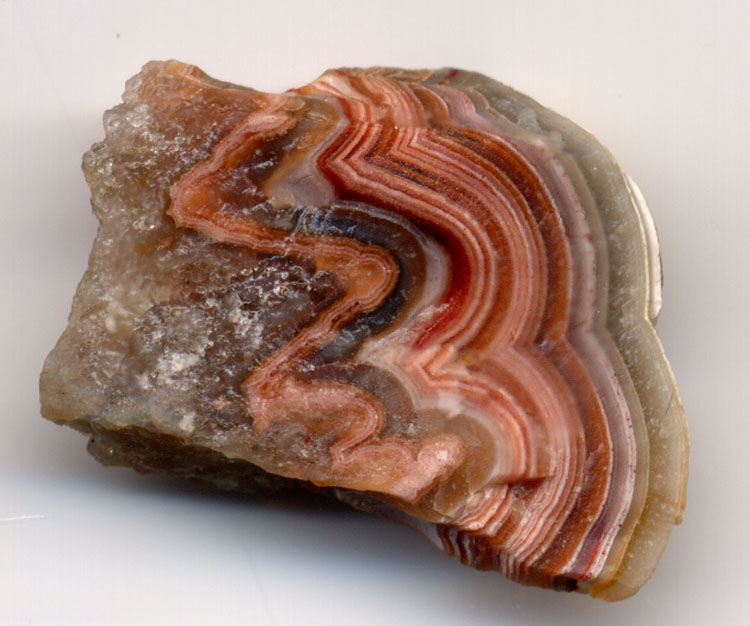
عقیق یمانی گونه‌ای سنگ باباغوری است که رگه‌های ان سرخ‌رنگ‌اند. این نمونه ۲٫۵ سانتیمتر پهنا دارد.

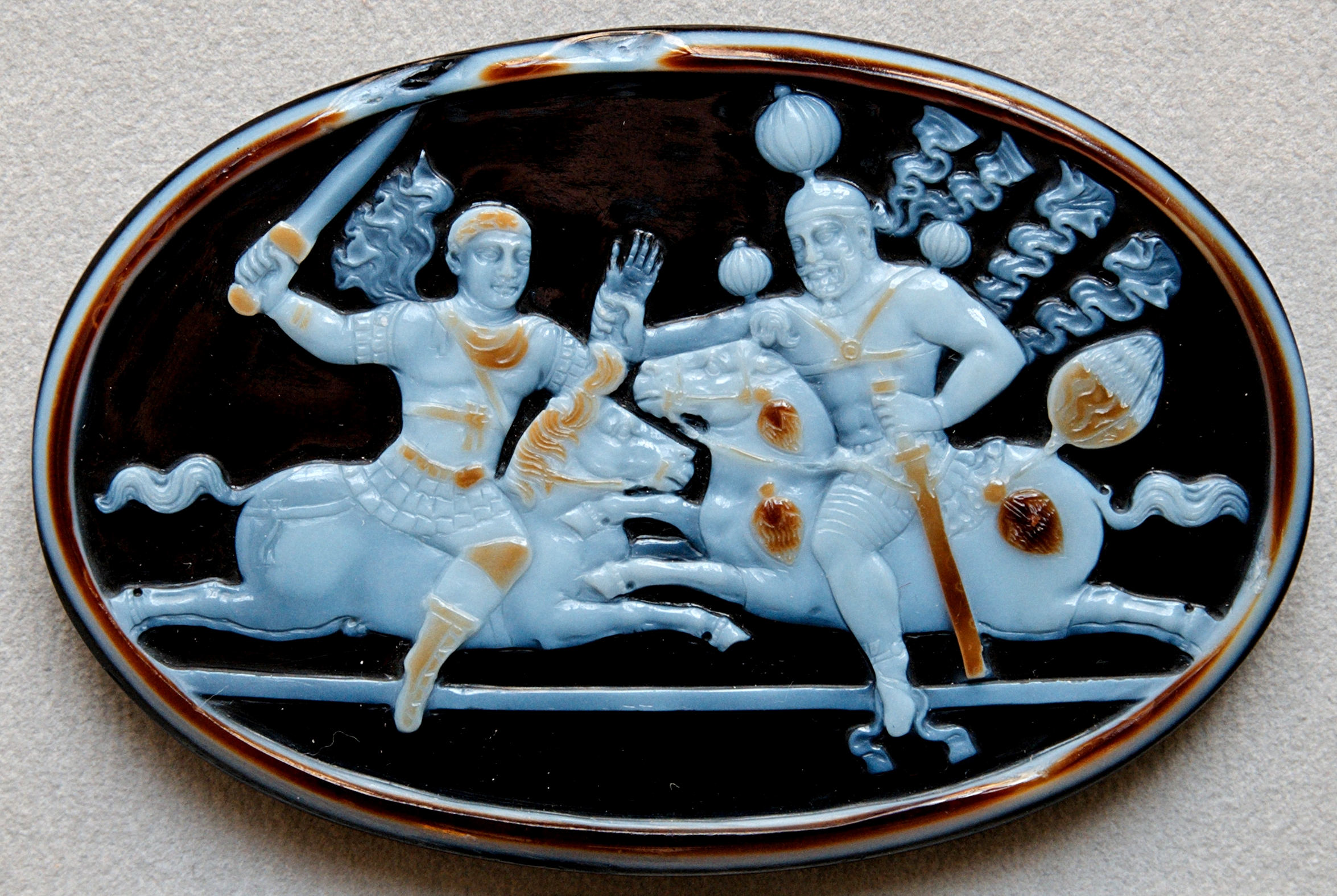
صحنه چیرگی شاپور یکم بر والرین، امپراتور روم، که بر سنگ باباغوری دارای رگ‌های سرخ (عقیق یمانی) کنده‌کاری شده‌است.

سنگ باباغوری (به انگلیسی: Onyx) یا عقیق سلیمانی نوعی سنگ یمانی chalcedony است که رگه‌دار باشد. بیشتر سنگ‌های باباغوری رگه‌هایی سفید و سیاه دارند. برخی از سنگ‌های باباغوری طبیعی هستند ولی بسیار از آن‌ها را با رنگ کردن و لکه‌دار کردن عقیق تولید می‌کنند. در قدیم از سنگ باباغوری مهرهٔ مدور سیاه و سفیدی درست می‌کردند به شکل و رنگ چشم گوسفند مرده که برای دفع چشم زخم بر کودکان آویخته یا گاه برای زینت استفاده می‌کردند.
سنگ باباغوری را معمولاً به صورت دامله (گنبدی) یا به صورت تیله می‌تراشند و همچنین برای تراش فرونقش intaglio و برجسته‌آذین cameo هم از آن استفاده می‌شود. یکی از کاربردهای سنگ باباغوری استفاده از آن به عنوان نگین در انگشتر مردانه است.
| ترکیب شیمیایی و نام | SiO۲ - دیوکسید سیلیکون     |
| درجه سختی           | ۷                          |
| وزن مخصوص           | ۲٫۶۵–۲٫۶۶۷                 |
| نمایه شفافیت        | ۱٫۵۴۳–۱٫۵۵۲ تا ۱٫۵۴۵–۱٫۵۵۴ |
| دوشکستگی            | ۰٫۰۰۹                      |
| علامت نوری          | مثبت                       |
| ویژگی نوری          | تک‌محوری                    |

## گونه‌ها
رنگ رگه‌های سنگ باباغوری سفید و سیاه است. به آن گونه که رگه‌های رنگی‌اش به جای سیاه، طیف‌هایی از قرمز هستند عقیق یمانی Sardonyx می‌گویند.
- غروانی: رنگ‌های درهم دارد و طول و عرض آن بلند و قطعه‌های بزرگی از آن یافت شده که از آن ظرف‌هایی ساخته‌اند.
- بقرانی: کمیاب‌ترین سنگ باباغوری است. خطوط آن مستقیم و بدون کجی امتداد دارد و صفحات آن از سه رنگ قرمز و مرجانی سفید و بلوری شفاف تشکیل شده که گاهی یک رنگ سیاه یا سبز یا زرد در بعض انواع آن وجود دارد و تمام رنگ‌های مذکور طبیعی است و آن که بجز سه رنگ اصلی داشته باشد کمتر یافت می‌شود.
- معرق: رگه‌های زیاد دارد. بیشتر آنچه در دست است از این نوع است. رگ‌های باریک موئین با رنگهای مختلط سیاه و قرمز و سفید و گاهی صورت درخت یا حیوان در آن دیده می‌شود.
- فارسی: به این خاطر که مردم ایران بیشتر به این نوع تمایل داشته‌اند فارسی نامیده شده‌است[۳] و این نوع از بقرانی کم‌بهاتر بوده و باباغوری حبشی در مرتبه پست‌تر از این است.[۴]
- بَسلی: نوعی سنگ باباغوری است که لایه بالا و پایین آن قرمز مایل به سیاه باشد و خطوط سفیدی فاصل میان آن دو لایه است.[۵]

## نام‌ها
نام باباغوری را به صورت باباقری، باباغری و باباقوری هم نوشته‌اند.
باباغوری نوعی کوری است که در آن چشم، متورم و سیاه و سفید و کدر، به‌رنگ چشم گوسفند مرده، شود و کمی درشت‌تر یعنی بزرگ‌تر از حد عادی گردد.
به سنگ باباغوری، عَقیق سلیمانی یا سنگ خلنگ یا قلنج نیز گفته‌اند. خلنگ در فارسی به معنی سیاه‌وسفید است. در عربی و در متون قدیمی‌تر فارسی به سنگ باباغوری، جَزْع نیز گفته‌اند.

## توصیفات قدیمی
در لغتنامه دهخدا در مورد سنگ باباغوری یا جزع این‌گونه آمده‌است: مهرهٔ یمانی که در او سفید و سیاه باشد. (از متن اللغة). شبه پیسهٔ یمانی که چشم را در سپیدی و سیاهی به وی تشبیه دهند و اگر آن را در انگشتری کرده بپوشند مورث اندوه و خوابهای پریشان بیمناک و باعث مخاصمت با مردمان است و اگر بر آن موی زنی که زادن بر او دشوار گردد پیچند در ساعت بزاید. (منتهی الارب). شبه پیسهٔ یمانی که چشم را در سپیدی و سیاهی به وی تشبیه دهند و مهرهٔ سلیمانی گویند. (ناظم الاطباء). مهرهٔ سلیمانی که سفید و سیاه باشد. (از غیاث اللغات) (آنندراج). مهرهٔ یمنی. (محمودبن عمر ربنجنی). مهره‌ای است یمانی منسوب به چشم شاهدان. (شرفنامهٔ منیری). مهره‌ای است معروف که در او سواد و بیاض هست مثل رگها و در معدن عقیق یافت می‌شود. (از بحرالجواهر). مؤلف تحفة المؤمنین آرد: سنگی است که از یمن و حبشه خیزد و در او شبیه به چشم و طبقات او خطوط مستدیرهٔ سفید و زرد و سرخ و سیاه ظاهر است و به فارسی قسمی از آن را باباغوری گویند و قسمی سلیمانی است و ظاهراً عین‌الهر نیز نوعی از جنس او باشد. در سیم گرم و خشک و جالی و باحده است و باعث بیداری و جهت یرقان و منع خواب و جهت عسر ولادت پیچیدن آن به موی زنان مؤثر باشد و تعلیق او بر اطفال مورث سیلان آب دهن و رفع ام‌الصبیان و نگاه داشتن او مورث خصومت مردمان با دارندهٔ او و دیدن خوابهای هولناک است و رافع لقوه و سنون او جهت تنقیه و جلای دندان و ذرور او قاطع خون و جهت رویانیدن گوشت و بردن لحم فاسد و اکتحال او جهت رفع بیاض و نزول آب نافع است؛ و آن را دو قسم است، یمانی و چینی. (از شرح قاموس) (از تحفهٔ حکیم مؤمن). و رجوع به تذکرهٔ داود ضریر انطاکی ص ۱۰۹ و قاموس کتاب مقدس و مخزن الادویه شود. بهترینش یمانی است و وزنش به عقیق نزدیک و سفید و سیاه و سرخ و آمیخته به الوان باشد. (از نزهة القلوب). شَبَه. شَوَق.
لغتنامه دهخدا در ادامه می‌افزاید: بیرونی آرد: سنگی است که در صلابت از دیگر سنگها برتری دارد و وزن آن در اصطلاح ما با قیاس بقطب ۶۳۱۸ است؛ و از معادن عقیق در یمن استخراج می‌شود و گویند: آن دو را با هم شباهتی است و نیز گویند: در معادن عقیق هند هم یافت می‌شود و اقسامی دارد که کمیاب‌ترین آن معروف به جزع بقرانی است، که خطوط آن مستقیم و بدون کجی امتداد دارد؛ و صفحات آن از سه رنگ قرمز و مرجانی سفید و بلوری شفاف تشکیل شده که گاهی یک رنگ سیاه یا سبز یا زرد در بعض انواع آن وجود دارد و تمام رنگهای مذکور طبیعی است و آن که به جز سه رنگ اصلی داشته باشد کمتر یافت می‌شود. حمزه گوید: جزع را به فارسی قلنج گویند و بقرانی باکری را هلنج ولی لفظ خلنج اختصاص به جزع ندارد بلکه هر موجودی را که خطهای رنگین و شکل‌های مختلف باشد خلنج گویند چنان‌که به زرافه و روباه و جز آن اطلاق شود بلکه این لفظ به چوب‌های رنگین بیشتر اختصاص دارد و نوع رقیق را برای ساختن دستهٔ کارد و خنجر بکار می‌برند؛ و یک قسم آن را جزع فارسی گویند بدانجهت مردم آنجا بیشتر بدان تمایل دارند و این قسم از بقرانی کم بهاتر و جزع حبشی در مرتبه پست‌تر از این است؛ و قسم دیگر بسلی است. نصر گوید: آن را در زیت جوشانند تا رگهایش استوار گردد؛ و به عقیدهٔ کندی، معدن همهٔ اقسام آن نزدیک به معادن عقیق است و تمامی آن‌ها را یک یا دو روز در عسل می‌پزند تا رگهایش باز شود و اگرچنین باشد نزدیک است به آنچه در باب کیمیا آمده‌است که قسمی از سنگ‌ها در جوف زمین نمو می‌کند و قسمی کاهش می‌یابند و بعضی از آن‌ها همچون جزع از رنگی به رنگ دیگر درآیند. قسم دیگر از جزع را غروانی گویند که رنگ‌های درهم دارد و طول و عرض آن بسیار و قطعه‌های بزرگی از آن یافت شده که از آن ظرف‌هایی ساخته‌اند که به گفتهٔ کندی گنجایش سی و اندی رطل آب داشته‌است و نصر قسم دیگری به نام جزع معرق ذکر کرده و شاید این صفت بجهت بسیاری رگ‌های آن باشد. هم او گوید: بیشتر آنچه در دست است از قسم اخیر می‌باشد که رگ‌های باریک موئین با رنگ‌های مختلط سیاه و قرمز و سفید و گاهی صورت درخت یا حیوان در آن دیده می‌شود؛ و در کتاب الاحجار آمده که جزع را معدنی است در چین که به جهت بدیمنی به آن نزدیک نمی‌شوند و تنها مردم بیچاره آن را استخراج می‌کنند و به سرزمین‌های دیگر می‌برند، زیرا آن را مورث غم و اندوه می‌پندارند.